# رئوس مطالب طراحی
مطالب زیر به صورت مروری و موضوعی برای راهنمایی کلی در باب طراحی آماده شده‌اند:
طراحی به عنوان اسم به نقشه یا قرارداد برای ساخت یک شئ یا یک سیستم برمیگردد.(به عنوان مثال برنامهٔ کار معماری، طراحی‌های مهندسی، فرایند تجاری، حوزهٔ هندسی و نموداری و الگوهای پارچه دوزی) و طراحی به عنوان فعل یعنی انجام دادن و عملی کردن این نقشه‌ها.

## شغل و حرفه‌های طراحی
- معماری: یک معمار به‌طور نمونه دارای لیسانس معماری یا ارشد معماری می‌باشد. همچنین گواهی حرفه‌ای گروهی مانند ان. سی. آ. ار. بی (هیئت مدیرهٔ ثبت معماری انجمن ملی) که نخستین و ابتدایی‌ترین تمرکز آن‌ها بر طراحی ساختمان‌ها می‌باشد.
- تجارت: ام. بی. آ برای کسی است که لیسانس ارشد تجاری داشته باشد که هیچ گواهی حرفه‌ای نیاز ندارد. در حالی که یک طراح تجاری خاص وجود ندارد، زمینهٔ تجاری به‌طور عمده نیرو ی خلاقیتی را به شخص می‌دهد.
- مهندسی: یک مهندس مدرک لیسانس علوم یا ارشد آن را دارد به همراه گواهی رسمی به عنوان یک مهندس حرفه‌ای. تمرکز عمدهٔ آن‌ها بر استعمال قوانین علمی برای طراحی می‌باشد حال چه به صورت متضاد، زیبایی‌شناسی یا احساسی باشد.
- مد: یک طراح مد عمدتاً مدرک لیسانس دارد و احتیاج به هبچ مدرک رسمی حرفه‌ای ندارد و تمرکز آن‌ها بر طراحی لباس هاست.
- طراحی گرافیک: طراح گرافیک مدرک لیسانس یا ارشد داردو نیازی به مدرک رسمی حرفه اش ندارد. شغل آن‌ها طراحی‌های مربوط به روابط بصری است.
- طراحی صنعتی: طراح صنعتی دارای مدرک لیسانس یا ارشد است و برای شروع به کار احتیاج به گواهی رسمی حرفهٔ خود از سازمان خاصی ندارد. تمرکز آن‌ها بر طراحی اشیاء فیزیکی و کاربردی می‌باشد.
- طراحی داخلی: طراح داخلی اغلب دارای مدرک لیسانس می‌باشد و برای اشتغال به کار از سازمان خاصی نیاز به گواهی رسمی ندارد. کار آن‌ها طراحی محیط‌های انسانی که به‌طور خاص بر زیبایی‌شناسی و احساسات تأکید دارد.
- طراحی نرم‌افزار: طراح نرم‌افزار مدرک لیسانس یا ارشد علوم در حوزهٔ علوم کامپیوتری دارد در حالی که گواهی حرفه‌ای نیاز ندارند اما اکثر آن‌ها این گواهی را دارند. شغل آن‌ها عموماً طراحی عملکرد نرم‌افزارهای کامپیوتری است.

## روش‌ها و راهبردهای طراحی
- طراحی مشترک
- حل خلاقانه مشکلات
- طاحی-ساخت
- طراحی برای یک فرد خاص
- مدیریت طراحی
- طراحی مبتکرانه
- فرایند طراحی مهندسی
- طراحی‌های متحمل خطا
- طراحی‌های متحمل نقوص
- طراحی کاربردی
- طراحی مواد(پلیمری)
- نقشه ذهنی
- طراحی باز
- طراحی مشارکتی
- طراحی سیستم‌های معتبر
- تریز (خلاقیت‌شناسی)
- طراحی جهانی و عمومی
- نوآوری کاربری

## فعالیت لازم طراحی
خلاقیت

## اهداف طراحی
- تجارت: محصولات جدید پیشرفته
- مهندسی: ساخت بافت سلولی، مهندسی مکانیکی، محصولات جدید پیشرفته، طراحی سیستمی
- مد: طراحی مد، محصولات جدید پیشرفته
- طراحی گرافیک: طراحی بازی، طراحی بسته‌بندی
- طراحی صنعتی: طراحی خودرو، طراحی صنعتی، محصولات جدید پیشرفته، طراحی محصول
- طراحی نرم‌افزار: طراحی بازی، محصولات جدید پیشرفته، مهندسی نرم‌افزار، طراحی نرم‌افزار، توسعهٔ نرم‌افزار
- طراحی سیستم: طراحی سیستم، تجارت، طراحی تجاری، محصولات جدید پیشرفته، طراحی سرویس و تشریفات، مهندسی، طراحی گرافیکی، *طراحی اطلاعات
- موارد دیگر: طراحی مبلمان، طراحی سرامیک و شیشه، طراحی گلدار

## ابزار طراحی
طراحی به کمک کامپیوتر، بنیان‌های گرافیکی

## محیط‌ها و تجربه‌ها
- معماری‌ها: طراحی ساختمان، طراحی شهری
- طراح گرافیک: طراحی گرافیکی متحرک، طراحی مجازی کاربر، طراحی شبکهٔ اطلاعات
- طراح داخلی: طراحی تجربی، طراحی اثر متقابل
- طراح نرم‌افزار: طراحی کاربری
- موارد دیگر: باغ آرایی، طراحی مناظر، طراحی صوتی، طراحی تئاتری

## اثرات طراحی
صناعت خلاقانه و کلاسیک

## سازمان‌های طراحی
- جوائز طراحی اروپایی
- انجمن امتیاز دارندگان طراحان
- انجمن طراحی

## طراحی مطالعاتی
- طراحی بحرانی و منتقدانه
- طراحی تحقیقاتی
- مشکلات نابکار